# (5597) Warren
(5597) Warren (1991 PC13) – planetoida z grupy pasa głównego asteroid okrążająca Słońce w ciągu 3,83 lat w średniej odległości 2,45 j.a. Odkryta 5 sierpnia 1991 roku.